# Casino Royale (romanzo)
Casino Royale (nell'edizione italiana spesso Casinò Royal o Casinò Royale) è un romanzo del 1953 dello scrittore inglese Ian Fleming. È la prima storia in cui compare il personaggio di James Bond.
La prima edizione italiana del romanzo fu pubblicata nel 1958 in allegato al Corriere della Sera, ed era intitolata La benda nera.

## Trama
(Incipit di Casino Royale)
Appena promosso agente doppio 0 dal suo capo M in seguito all'assassinio di due colleghi che facevano il doppiogioco, la spia britannica James Bond viene inviata a Royale-les-Eaux, nella Francia settentrionale, con l'obiettivo di mandare sul lastrico ai tavoli da gioco del Casinò Royale il banchiere del Partito Comunista Francese, Le Chiffre, spietato giocatore d'azzardo e gestore di bordelli. L'uomo ha investito in segreto i soldi del partito in attività fallimentari, e a causa delle ingenti perdite si trova ora con l'acqua alla gola, costretto a racimolare in pochi giorni ai tavoli del Casinò la cifra persa, pena la morte per mano dei servizi sovietici. L'MI6 spera di sfruttare questa favorevole situazione, costringendo Le Chiffre a chiedere la protezione degli inglesi in cambio di preziose informazioni sulle attività segrete dei russi.
Bond non è considerato da M come il suo elemento migliore, ma diventa il prescelto per la missione poiché risulta essere il più quotato giocatore di baccarà dei servizi inglesi. Arrivato al Casinò, l'agente segreto si sbarazza di alcune cimici con cui era spiato dai vicini di stanza, e si presenta ai due colleghi inviati per aiutarlo nell'operazione, il francese René Mathis del Deuxième Bureau, e l'americano Felix Leiter della CIA. Inoltre, a James viene affiancata una donna, una contabile dell'MI6 di nome Vesper Lynd: la spia non ne è entusiasta, poiché teme che la ragazza non sia adatta alla missione; tuttavia Bond e Vesper collaborano, discutendo delle regole del gioco e della missione.
Nella decisiva partita a baccarà contro Le Chiffre, per due volte Bond rischia di mandare tutto a monte. Prima gli viene puntato di soppiatto un fucile contro la schiena da uno scagnozzo del banchiere, che lo minaccia di morte se non avesse abbandonato il gioco; poi dilapida avventatamente, in una sola mano, l'intero capitale affidatogli da Vesper per conto dei servizi britannici. Quando tutto sembra perduto, Leiter fa arrivare a Bond, per mano degli statunitensi, gli insperati fondi per continuare la partita. Grazie alla sua abilità nelle carte e a qualche colpo di fortuna, James vince la partita, ripulendo Le Chiffre.
Durante la cena tra Bond e Vesper per festeggiare il successo della missione, la contabile riceve un biglietto da Mathis, che la invita a raggiungerlo fuori. Bastano pochi secondi alla spia per capire che il messaggio è falso: si precipita all'inseguimento della ragazza, che è stata caricata su una macchina da Le Chiffre e dai suoi uomini. 007 sale sulla sua Bentley e si lancia all'inseguimento dei rapitori, ma incappa in un incidente orchestrato da questi ultimi. Una volta catturato, Bond viene portato assieme a Vesper in una villa fuorimano sulla costa, e successivamente legato nudo a una sedia (cui è stata rimossa la seduta): nel tentativo di farsi restituire i suoi soldi, Le Chiffre inizia a torturare sadicamente la spia inglese, colpendola ripetutamente ai genitali con un battipanni, fino a farla svenire più volte.
All'improvviso un uomo entra nella stanza e spara a Le Chiffre, mentre Bond perde i sensi un'altra volta. Quando si risveglia, si ritrova in un ospedale con Vesper. Ella gli tiene compagnia durante la convalescenza e, ormai innamorati, trascorrono il tempo insieme anche dopo la guarigione. Ciò finché, un giorno, la ragazza non nota un uomo con una benda nera e inizia a comportarsi in modo strano; le apparizioni del misterioso uomo si fanno sempre più frequenti, nonostante Vesper continui a negare di conoscere il tipo e a rassicurare l'amato.
Una mattina, al risveglio, un cameriere consegna a Bond una lettera. La spia raggiunge Vesper, ma la trova sul letto, ormai priva di segni di vita. Sul suo comodino c'è un bicchiere con della polvere: James capisce così che la ragazza si è spontaneamente avvelenata. Nella lettera, ella racconta del suo fidanzato, rapito dai sovietici, e dell'unico modo che aveva di rivederlo vivo: collaborare con un'agenzia spionistica chiamata SMERSH (contrazione di Smyert Shpionam, ovvero «morte alle spie»), raccogliendo il denaro per Le Chiffre. Vesper, però, si era innamorata di Bond e aveva cambiato idea, convinta anche che ormai non fosse più possibile salvare il suo fidanzato. Lei avrebbe desiderato sposare Bond e avere un figlio con lui, ma era stata rintracciata dai sovietici e, per evitare che le spie dell'Est uccidessero entrambi, non le era rimasto che togliersi la vita, lasciando a James solo una lettera d'addio.

## Personaggi
Essendo il primo di una lunga serie di romanzi, Casino Royale introduce un gran numero di personaggi, molti dei quali riappariranno nei capitoli successivi della serie:
- James Bond, agente segreto britannico
- Vesper Lynd, Bond girl, agente dell'MI6 in appoggio a Bond a Royale
- Le Chiffre, antagonista di Bond, banchiere del Partito Comunista Francese reo di aver perso il denaro dei contribuenti investendolo in affari illeciti
- M, direttore dei servizi segreti britannici. Personaggio ricorrente nella serie
- Felix Leiter, agente della CIA mandato a Royale in aiuto a Bond. Personaggio ricorrente nella serie
- René Mathis, agente del Deuxième Bureau, il servizio segreto francese, incaricato di aiutare 007. Personaggio ricorrente nella serie
- Monsieur Du Pont, giocatore al Casino Royale. Personaggio ricorrente nella serie

## Edizioni

### Edizioni in italiano
- Ian Fleming, La benda nera, collana I Romanzi del Corriere, traduzione di Pinuccia Rebera, 1958.
- Ian Fleming, Casinò Royale, collana Romanzi, traduzione di Enrico Cicogna, Garzanti, 1965.
  -  Ian Fleming, Casinò Royale, collana Garzanti per tutti, traduzione di Enrico Cicogna, Garzanti, 1967.
  -  Ian Fleming, Casinò Royale, collana Gialli Garzanti, traduzione di Enrico Cicogna, Garzanti, 1977.
  -  Ian Fleming, Casinò Royale, collana Oscar Mondadori Narrativa, traduzione di Enrico Cicogna, Mondadori, 1986.
  -  Ian Fleming, Casinò Royale, traduzione di Enrico Cicogna, TEAdue, 1998.
- Ian Fleming, Casinò Royale, collana James Bond 007, traduzione di Massimo Bocchiola, Guanda, 2004, ISBN 9788882466824.
- Ian Fleming, Casino Royale, a cura di Matteo Codignola, collana Fabula, traduzione di Massimo Bocchiola, Adelphi, 2012, ISBN 9788845927010.

## Adattamenti

### Fumetti
- Avventura al Casinò Royale-les-eaux (Casino Royale), primo capitolo (in centotrentotto puntate) della striscia quotidiana di James Bond, sceneggiato da Anthony Hern, illustrato da John McLusky e pubblicato in inglese sul Daily Express (7/6/1958-3/12/1958), in italiano sul quindicinale Giallo: Selezione dei migliori autori dal numero #112 (15/08/1965) in poi[3]
- Casino Royale, graphic novel Dynamite Entertainment sceneggiata da Van Jensen e illustrata da Dennis Calero (2017)

### Cinema
- James Bond 007 - Casino Royale (Casino Royale), regia di John Huston, Val Guest, Ken Hughes, Joseph McGrath, Robert Parrish (1967)
- Casino Royale, regia di Martin Campbell (2006)

### Televisione
- Climax! – serie TV, Stagione 1, episodio 3: "Casino Royale", regia di William H. Brown Jr. (1954)

### Videoludica
- The Casino Royale Strategy Game, videogioco strategico a turni per Adobe Flash Player, pubblicato da Sony Pictures (2006)
- Casino Royale, videogioco a piattaforme per Java ME, pubblicato da Sony Online Entertainment (2006)
- Quantum of Solace, videogioco sparatutto in prima persona o in terza persona a seconda della piattaforma, pubblicato da Activision (2008)